# Dom bramny

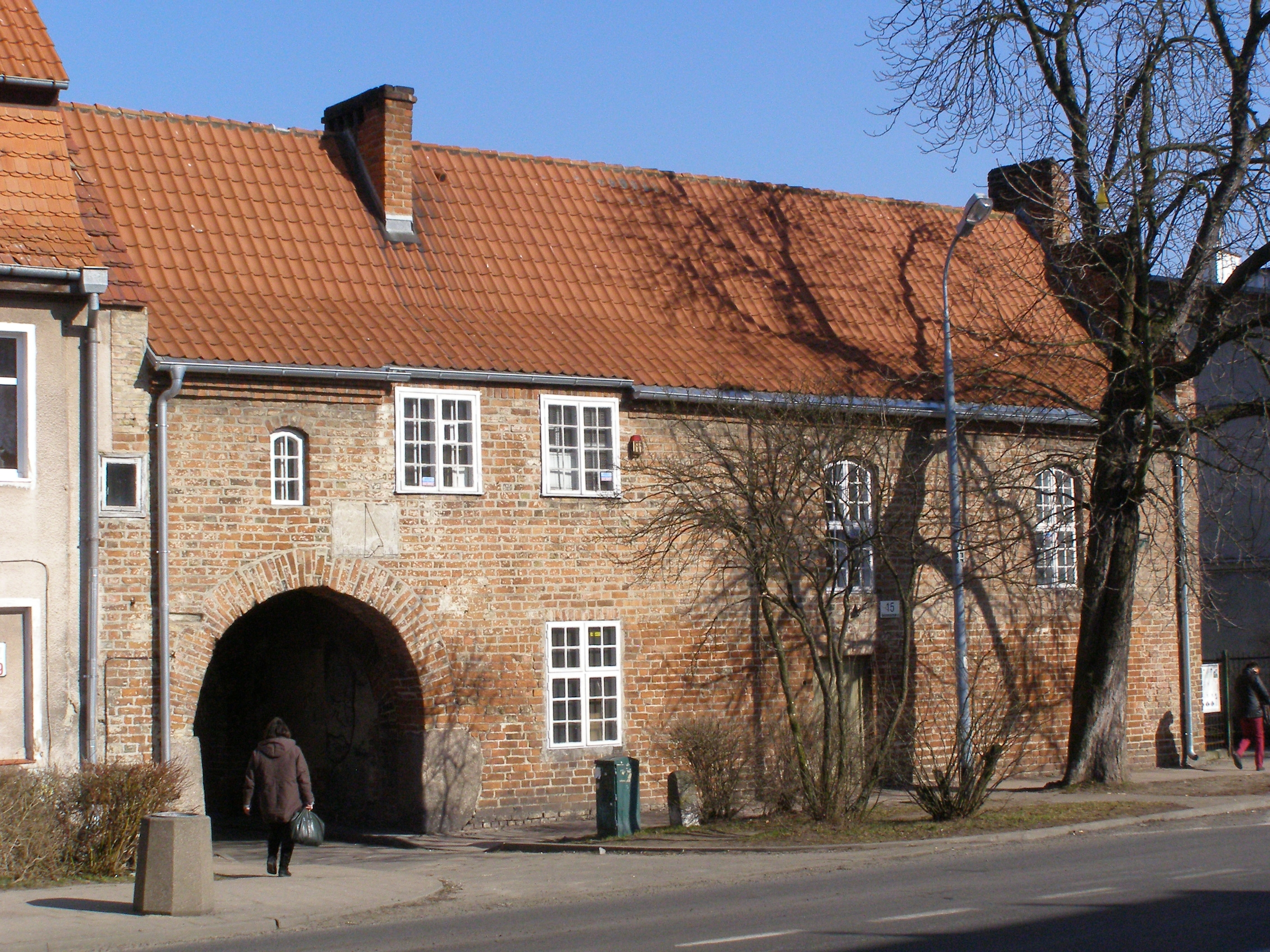
Dom bramny w Gdańsku

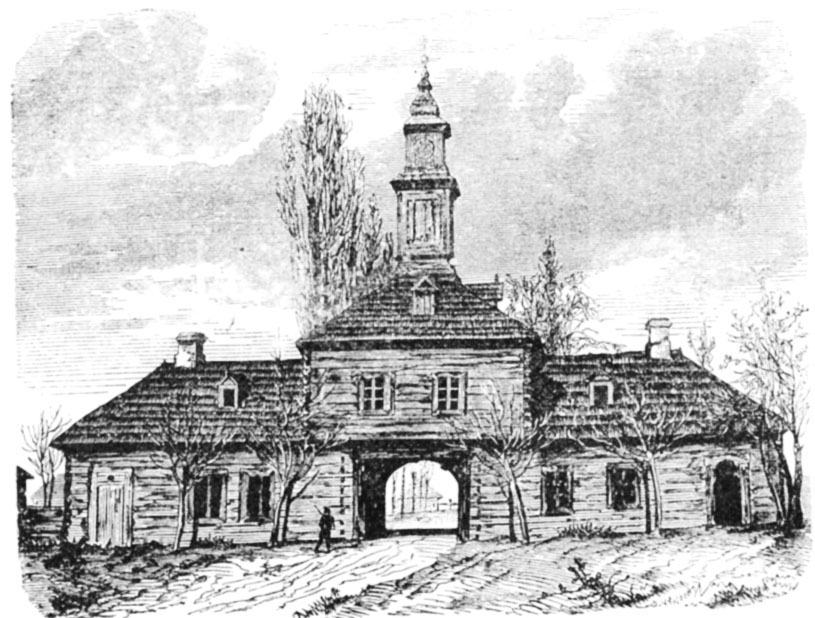
Dom bramny dworu w Paplinie, zniszczony w 1915 roku.

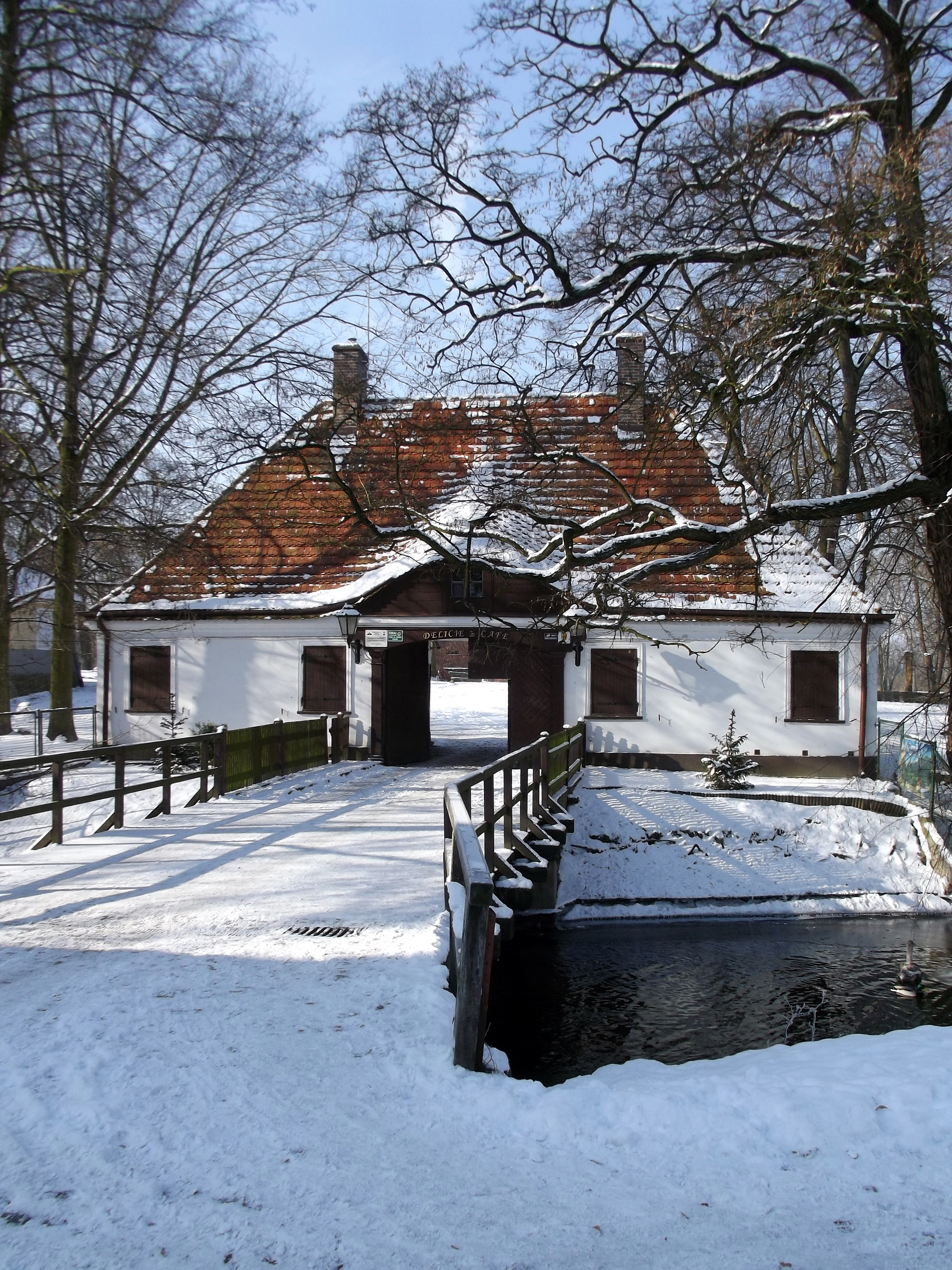
Dom bramny zamku w Międzyrzeczu od strony rzeki Paklicy

Dom bramny – typ budowli występujący w obwodzie obronnym jako jego część. W domu bramnym w części parterowej, najczęściej na jego osi, znajdował się przejazd prowadzący na dziedziniec zamku, zamykany solidną bramą, a czasem także kozłem hiszpańskim (kobylicą). Często bramie towarzyszyła niewielka furta dla ruchu pieszego. Górna kondygnacja – tzw. samborze, mieściła najczęściej izby mieszkalne dla stróżów bramy (zwanych „wrotnymi”). Piętro mogło być zaopatrzone w ganek obronny z blankami lub strzelnicami. Niekiedy budynek bramny łączył się z wieżą obronną, bądź budowany był w formie baszty. W ten sposób dom bramny stanowił integralną część obwarowań; mogła mieścić się w nim zbrojownia lub biblioteka.